# العلاقات البحرينية المنغولية
العلاقات البحرينية المنغولية هي العلاقات الثنائية التي تجمع بين البحرين ومنغوليا.

## مقارنة بين البلدين
هذه مقارنة عامة ومرجعية للدولتين:
| وجه المقارنة                                              | البحرين       | منغوليا         |
| --------------------------------------------------------- | ------------- | --------------- |
| المساحة (كم2)                                             | 765           | 1.57 مليون      |
| عدد السكان (نسمة)                                         | 1.49 مليون    | 3.08 مليون      |
| الكثافة السكانية (ن./كم²)                                 | 194.77 ألف    | 1.96            |
| العاصمة                                                   | المنامة       | أولان باتور     |
| اللغة الرسمية                                             | اللغة العربية | اللغة المنغولية |
| العملة                                                    | دينار بحريني  | توغروغ منغولي   |
| الناتج المحلي الإجمالي (بليون دولار)                      | 35.31 مليار   | 11.49 مليار     |
| الناتج المحلي الإجمالي (تعادل القوة الشرائية) بليون دولار | 64.16 مليار   | 36.16 مليار     |
| الناتج المحلي الإجمالي الاسمي للفرد دولار أمريكي          | 22.60 ألف     | 3.97 ألف        |
| الناتج المحلي الإجمالي للفرد دولار أمريكي                 | 45.50 ألف     | 11.95 ألف       |
| مؤشر التنمية البشرية                                      | 0.824         | 0.727           |
| رمز المكالمات الدولي                                      | +973          | +976            |
| رمز الإنترنت                                              | .bh           | .mn             |
| المنطقة الزمنية                                           | ت ع م+03:00   | ت ع م+08:00     |

## منظمات دولية مشتركة
يشترك البلدان في عضوية مجموعة من المنظمات الدولية، منها:
| علم المنظمة | اسم المنظمة                               | تاريخ انضمام البحرين | تاريخ انضمام منغوليا |
| ----------- | ----------------------------------------- | -------------------- | -------------------- |
|             | يونسكو                                    | 18 يناير 1972        | 1 نوفمبر 1962        |
|             | وكالة ضمان الاستثمار متعدد الأطراف        | 12 أبريل 1988        | 21 يناير 1999        |
|             | الأمم المتحدة                             | 21 سبتمبر 1971       | 27 أكتوبر 1961       |
|             | الفريق المعني برصد الأرض                  | ?                    | ?                    |
|             | الاتحاد البريدي العالمي                   | ?                    | ?                    |
|             | البنك الدولي للإنشاء والتعمير             | 15 سبتمبر 1972       | 14 فبراير 1991       |
|             | الاتحاد الدولي للاتصالات                  | 1975                 | 27 أغسطس 1964        |
|             | منظمة حظر الأسلحة الكيميائية              | ?                    | ?                    |
|             | مؤسسة التمويل الدولية                     | 22 سبتمبر 1995       | 14 فبراير 1991       |
|             | المركز الدولي لتسوية المنازعات الاستشارية | 15 مارس 1996         | 14 يوليو 1991        |
|             | منظمة التجارة العالمية                    | ?                    | ?                    |
|             | منظمة الشرطة الجنائية الدولية             | ?                    | ?                    |

## وصلات خارجية
- موقع وزارة الخارجية البحرينية
- موقع وزارة الخارجية المنغولية